# Thomas Gordon
Thomas Gordon (11. března 1918 – 26. srpna 2002) byl americký klinický psycholog a kolega Carl Rogerse. Je průkopníkem v oblasti výuky komunikačních dovedností a metod řešení konfliktů. Komunikační model, který vyvinul je známý jako tzv. Gordonův model nebo Gordonova metoda, jde o kompletní a integrovaný systém pro budování a udržování efektivních vztahů.

## Kariéra
Gordon věřil, že použití donucovací síly poškozují vzájemné vztahy. Jako alternativu, učil lidi, dovednosti pro komunikaci a řešení konfliktů, které mohou využít ke zřízení nebo zlepšení dobrých vztahů doma, ve škole i v zaměstnání. Tyto dovednosti, mezi které patří aktivní naslouchání, já výrok a řešení konfliktů bez ztrát jsou nyní známé a využívané. Poprvé aplikoval některé z těchto metod v roce 1950 jako konzultant pro obchodní organizace. V roce 1962 zavedl kurz Parent Effectiveness Training, který je uznávaný jako první na dovednostech založený vzdělávací program pro rodiče.

## Gordonova metoda
Metoda klade důraz na efektivní komunikaci a řešení konfliktů pomocí win-win strategie. Další dovednosti z jeho programu jsou aktivní naslouchání a použití já-výroků.